# Вэнь сюань
Вэнь сюань — (кит.трад. 文選, кит.упр. 文选 , пиньинь: wénxuǎn), «Избранные произведения изящной словесности», «Литературный изборник» — одна из первых и наиболее ранних литературных антологий, составленная группой китайских ученых под руководством Сяо Туна (501—531 гг.), наследного принца династии Лян (502—557 гг.). В ней содержатся 578 поэтических и прозаических произведений 129 авторов. Весь материал распределён по тридцати семи жанрам; отобраны лучшие произведения поэзии и прозы от эпохи Чжоу до эпохи Лян. Произведения народного творчества и конфуцианских классиков в антологию не вошли.
Первоначально сборник состоял из 30 глав, но впоследствии, когда было написано множество комментариев, был разделён на 60 глав. Благодаря антологии «Вэнь сюань» до современности дошли многие произведения древности, утраченные в других сборниках.

## История создания
«Вэнь сюань» была составлена в столице империи Лян — Цзянкане, в резиденции Сяо Туна. Также существует версия, согласно которой местом ее создания был г. Сянъян. Степень участия самого Сяо Туна в составлении антологии трудно установить, однако его именем подписано по крайней мере предисловие, в котором изложены не только причины создания «Вэнь сюани», но и основные принципы предлагаемого в ней жанрового деления. Наиболее вероятным временем составления антологии можно считать период 520—526 гг.. Считается, что главной целью Сяо Туна при составлении «Вэнь Сюани» было создание собрания отдельных произведений художественной литературы, в связи с чем предпочтение отдавалось не философским работам, а поэзии и прочим эстетически прекрасным произведениям.

## Содержание и структура
Идея антологии заключается в определении сущности изящной словесности вэнь. Опираясь преимущественно на китайские натурфилософские представления о мироустройстве, автор рассматривает словесность как узор (с упором на изначальное словарное значение иероглифа вэнь 文), воплощающий «узор вселенной». Из представлений о природной «узорчатости» слова Сяо Туном выводится основной критерий изящной словесности — ее стилистическое совершенство. Руководствуясь этим критерием, он не включает в антологию некоторые сочинения древних мудрецов, поскольку те имеют своей главной целью содержание, а не искусные форму и изложение. Также в антологию помещены только те части летописных и историографических трудов, где есть отрывки, состоящие исключительно из изящных фраз, стремящихся к словесной утонченности. Однако, несмотря на приоритетность эстетической ценности изящной словесности вэнь, Сяо Тун не отказался от необходимости в литературных произведениях глубокого смысла.
В предложенном в антологии варианте жанровой классификации отчетливо видна ориентация на конфуцианство: подавляющее большинство прозаических жанров, отнесенных к изящной словесности, являются, по сути, классами сочинений, обеспечивавшими функционирование государственной системы (августейшие волеизъявления, доклады трону и т. д.). Таким образом, Сяо Тун попытался объединить элементы конфуцианского прагматичного и эстетико-эмоционального подходов к литературе (здесь прослеживается сходство теории, изложенной в данной антологии, с изысканиями Лю Се, автора трактата «Вэнь син дяо лун»).
Современными китайскими литературоведами предлагается разделение жанров и представленных произведений на семь категорий:
1. жанры с 1 по 4 — рифмованная литература;
2. жанры с 5 по 9 — приказы и наставления правителя подданным (экзаменационные сочинения также отнесены к этой группе);
3. жанры с 10 по 17 — обращение низшего к высшему или равному;
4. жанры с 18 по 21 — диалоги и рассуждения;
5. жанры с 22 по 24 — панегирики;
6. жанры с 25 по 28 — логические построения;
7. жанры с 29 по 37 — произведения, прославляющие добродетель или доблесть усопших.

## Комментарии
Изучение антологии началось вскоре после ее создания: первый комментарий к «Вэнь сюани» под названием «Вэнь сюань инь и» был создан во 2-й половине VI в. Сяо Гаем, двоюродным братом Сяо Туна. Им было положено начало традиции анализа этого памятника китайской литературной мысли. В начале династии Суй комментировать антологию продолжил Цао Сянь (541—645 гг.). Его труды не сохранились, но, судя по всему, они носили в основном лингвистический характер, преследуя цель пояснить редкие и вышедшие из употребления знаки, часто встречавшиеся в произведениях, внесённых в «Вэнь сюань».
Комментирование и анализ «Вэнь сюани» продолжил Ли Шань (630—689 гг.). Он провел масштабную работу по редактированию памятника: снабдил тексты произведений, входящих в антологию, более чем 1600 примечаниями, а также предложил новое деление антологии на 60 глав вместо 30 прежних.
В 718 году Люй Янь-цзо представил императору Сюань-цзуну новую комментаторскую версию, составленную пятью учеными (Лю Сян, Люй Янь-цзо, Лю Лян, Чжан Сянь и Ли Чжоу-хань) и получившую название «Сводный комментарий пяти чиновников» (кит.упр. 五臣集注, пиньинь: Wǔchén jí zhù). Комментарии к «Вэнь сюани» впоследствии стали самостоятельными объектами толкований как филологических, так и лингвистических исследований.

## Влияние
Уже к началу VIII века «Вэнь Сюань» стала важным текстом, входившим в программу подготовки молодых людей к экзаменам на государственную должность. Известный поэт Ду Фу советовал своему сыну основательно изучить принципы, изложенные в «Вэнь Сюани».
Усилиями многих ученых была создана целая наука — «вэньсюанелогия» (文选学), получившая развитие после эпохи Тан (618—907 гг.), когда антология стала одним из основных предметов для сдачи государственных экзаменов.
Пик активности изучения «Вэнь сюани» пришелся на XVII—XIX вв. В этот период комментирование и редакторская деятельность дополнилась исследованиями по архитектонике антологии. Исследования антологии продолжались в течение всего XX в. как в китайском литературоведении, так и в мировой синологии. «Вэнь сюани» посвящены разделы во всех изданиях по истории китайской литературы и литературно-теоретической мысли, а также более десяти монографий и статей. На исследование «Вэнь сюани» иностранцами определенное влияние оказали находки, сделанные в Дуньхуане. Существует ряд переводов антологии на японский язык; усилия западных ученых также в основном сосредоточились на создании переводов.